# UEFA Champions League 2006—2007
UEFA Champions League 2006—2007 — официальная видеоигра Лиги чемпионов УЕФА 2006/07. Игра разработана в студии «EA Canada» и издана «Electronic Arts» под брендом EA Sports. Игра вышла 20 марта в Северной Америке и 23 марта 2007 года в Европе .

## Особенности
Видеоигра была разработана с тем же движком, что и FIFA 07, с небольшими графическими и игровыми изменениями. Версии для платформ Xbox 360 и PlayStation 3 используют усовершенствованный движок игры с улучшенной графикой, современным геймплеем и другими особенностями. Комментаторы в игре — Клайв Тилзли и Энди Таунсенд. UEFA Champions League 2006/07 является второй по счёту и последней в серии игр UEFA Champions League от EA Sports. С 2008 года лицензионные права на Лигу чемпионов получила компания Konami и этот турнир был представлен в серии видеоигр Pro Evolution Soccer — от Pro Evolution Soccer 2009 до Pro Evolution Soccer 2018. Спустя 11 лет EA Sports вновь завладела правами самого престижного клубного турнира мира. Легендарный турнир интегрирован во все игровые режимы FIFA 19 .

## Режимы игры

### The Treble
Обновлённый режим карьеры, в котором пользователь выбирает команду, в графическом редакторе создаёт трёхмерную модель тренера (редактированию подлежат только овал лица и стиль одежды), после чего начинается самый разгар предсезонной подготовки европейского футбольного сезона 2006—2007.

### Ultimate Challenge
Пользователю предлагается коренным образом изменить ход одного из знаменательных европейских матчей.

### UEFA CL Tournament
Пользователь может выбрать команду, сам назначить группы розыгрыша Лиги чемпионов УЕФА и сразиться с элитными европейскими футбольными клубами.

### Ultimate Team
Режим был впервые представлен в версии для Xbox 360.

## Лиги и команды
В видеоигре представлены официально лицензированные европейские лиги, которые присутствуют в FIFA 07, за исключением вторых по уровню лиг топ-чемпионатов. В разделе Rest Of Europe представлены футбольные клубы, чьи чемпионаты не вошли в список лиг видеоигры, но которые приняли участие в розыгрыше Лиги чемпионов УЕФА 2006/2007. В частности, среди клубов данного раздела представлен итальянский «Ювентус», отлучённый от еврокубков и отстранённый в Серию B из-за коррупционного скандала в итальянском футболе (2006). В данной видеоигре отсутствуют лицензии на клубы постсоветского пространства. Московские «Спартак» и ЦСКА в игре представлены как Moscow S и Moscow C. Донецкий «Шахтёр» и киевское «Динамо» заменены на Donetsk и Kiev. Также отсутствует лицензия румынского футбольного клуба «Стяуа». Частично лицензированы болгарский футбольный клуб «Левски» и греческий «ПАОК» (в игре как «Thessaloniki»).

### Лиги
- FA Premier League
- Austrian Bundesliga
- Jupiler League
- Superligaen
- Ligue 1 Orange
- Primera División
- Eredivisie
- Bundesliga 1
- Tippeligaen
- Orange Ekstraklasa
- BWINLIGA
- Allsvenskan
- Premier League
- Axpo Super League
- Turkcell Superliga
- Serie A

### Rest Of Europe
- ФК Спарта Прага
- AEK Athens
- Bucharest (вместо Стяуа)
- Donetsk (вместо Шахтёр)
- Juventus
- Kyiv (вместо Динамо Киев)
- Левски
- Moscow C (вместо ФК ЦСКА)
- Moscow S (вместо ФК «Спартак»)
- Олимпиакос
- Панатинаикос
- Thessaloniki (ПАОК)

## Саундтрек
- Andy Caldwell feat. Gina Rene — «Runaway» — Universal Truth
- Baïkonour — «Jain Rock» — Topo Gigio vs. Baïkonour
- Bonobo feat. Bajka — «Nightlite» — Days to Come
- Brazilian Girls — «Le Territoire» — Talk to La Bomb
- Cal Tjader — «Mambo Mindoro» (Hex Hector Remix) — Explorations
- Champion — «Two Hoboes» — Chill’em All
- Osunlade — «Two Phish» — Aquarian Moon
- Ray Barretto — «Work Song» (Thievery Corporation Remix) — Explorations
- Thunderball feat. Miss Johnna M. — «Chicachiquita» — Cinescope
- Uneaq — «Pico de Gallo» — Only You
- Yunus Güvenen — «Indıgo»

## Отзывы
| Сводный рейтинг | Сводный рейтинг | Сводный рейтинг | Сводный рейтинг |
| Издание         | Оценка          | Оценка          | Оценка          |
| Издание         | PS2             | PSP             | Xbox 360        |
| --------------- | --------------- | --------------- | --------------- |
| GameRankings    | 72,69 %         | 72,36 %         | 73,71 %         |